# Aus der Tiefen rufe ich, Herr, zu dir
Aus der Tiefen rufe ich, Herr, zu dir (BWV 131) ist eine Kantate von Johann Sebastian Bach.

## Entstehung
Es handelt sich bei diesem Werk um eine der ältesten erhaltenen Kantaten Bachs (gemeinsam mit den Kantaten BWV 150, 196, 106 und 4). Aus einem handschriftlichen Vermerk des Komponisten geht hervor, dass das Werk zu seiner Zeit in Mühlhausen 1707 oder 1708 vom Pastor der Marienkirche Georg Christian Eilmar in Auftrag gegeben wurde. Albert Schweitzer schreibt in seinem Werk Johann Sebastian Bach, dass dieser Geistliche „ein großer Verehrer der Kirchenmusik und ein persönlicher Freund Bachs“ gewesen sei. Der Umstand, dass Bach an dieser Kirche nicht tätig war, gibt der Bachforschung Anlass zu Spekulationen, dass Bachs Vorgesetzter am kompositorischen Schaffen des jungen Organisten kein Interesse hatte. Der Stil und die umfangreiche Beschreibung der Komposition deutet auf eine Entstehung 1707, also zu Beginn von Bachs Amtszeit in Mühlhausen.

## Thematik
Der Text enthält keine freie Dichtung, sondern besteht aus dem Psalm 130 sowie den Strophen 2 und 5 des Chorals Herr Jesu Christ, du höchstes Gut von Bartholomäus Ringwaldt aus dem Jahre 1588. In beiden Textquellen wird das Flehen um Vergebung der Sünden thematisiert. Daher ist vermutet worden, dass der Anlass zur Komposition ein Bußgottesdienst gewesen sein könnte, möglicherweise in Zusammenhang mit einer Feuersbrunst, die kurz vor Bachs Ankunft in Mühlhausen weite Teile der Innenstadt zerstörte. Allerdings ist ein solcher Gottesdienst nirgendwo in den zeitgenössischen Quellen belegt. Es ist auch nicht auszuschließen, dass es sich wie beim Actus tragicus (BWV 106) um eine Begräbniskomposition handelt.

## Besetzung
Die originale Besetzungsnotiz lautet „a una Oboe. una’ Violino. doi Viole. Fagotto. C. A. T. B: è Fondamento“, die Besetzung ist also wie folgt:
- Gesangsstimmen: Sopran, Alt, Tenor, Bass; ein Chor ist nicht ausdrücklich gefordert, eindeutig solistische Passagen haben Tenor und Bass;
- Instrumente: Oboe, Violine, Viola I/II, Fagott, Basso continuo.

## Besonderheiten
Die Kantate weist in formaler Hinsicht zahlreiche Ähnlichkeiten mit der zeitnah entstandenen Kantate Gottes Zeit ist die allerbeste Zeit (BWV 106) auf. Wie auch sonst in den frühen Kantaten Bachs wird auf Rezitative und Da capos verzichtet; die Sätze gehen fließend und mit kontrastierenden Tempi ineinander über. Die Abfolge zeigt dabei einen symmetrischen Aufbau:
- Sinfonia/Tutti (Adagio–Vivace)
- Solo (Bass) mit Choral als Cantus firmus im Sopran (Andante)
- Tutti (Adagio–Largo–Adagio)
- Solo (Tenor) mit Choral als Cantus firmus im Alt (Lento)
- Tutti (Adagio–Un poc’ allegro–Adagio–Allegro–Adagio)

Die Thematik des Klagens und Flehens wird expressiv von Instrumenten und Gesang ausgemalt (z. B. Passus duriusculus). Das Werk verrät bereits die große Meisterschaft des jungen Komponisten und gehört zu den bekannteren Kantaten Bachs.
Ungewöhnlich ist der erwartete Ambitus sowohl für den chorischen Bass, von welchem ein großes C (C2) gefordert wird als auch für den Basssolisten, vom welchem ein großes D (D2) gefordert wird : Töne, welche für Basspartien von Bach eher ungewöhnlich sind. Häufig wird die Cantate (u. a. deswegen) intonatorisch nach oben transponiert.

## Einspielungen
DVD
- Aus der Tiefen ruf ich Herr zu dir. Kantate BWV 131. Rudolf Lutz, Chor und Orchester der J. S. Bach-Stiftung, Guro Hjemli (Sopran), Jan Börner (Altus), Makoto Sakurada (Tenor), Markus Volpert (Bass). Samt Einführungsworkshop sowie Reflexion von Nina Katz-Bernstein. Gallus Media, 2014.